# Comuna Kristianstad
Kristianstad (Kristianstads kommun) este o comună din comitatul Skåne län, Suedia, cu o populație de 81.009 locuitori (2013).

## Geografie

### Zone urbane
Lista celor mai mari zone urbane din comună (anul 2015) conform Biroului Central de Statistică al Suediei:
| Nr | Zona urbană   | Pop.   |
| -- | ------------- | ------ |
| 1  | Kristianstad  | 39.762 |
| 2  | Åhus          | 9.840  |
| 3  | Tollarp       | 3.404  |
| 4  | Hammar        | 3.311  |
| 5  | Fjälkinge     | 1.832  |
| 6  | Önnestad      | 1.392  |
| 7  | Degeberga     | 1.328  |
| 8  | Färlöv        | 1.016  |
| 9  | Everöd        | 953    |
| 10 | Gärds Köpinge | 926    |

## Demografie
| \| Evoluția demografică în comuna Kristianstad, 1970–2015 \| Evoluția demografică în comuna Kristianstad, 1970–2015 \| Evoluția demografică în comuna Kristianstad, 1970–2015 \| Evoluția demografică în comuna Kristianstad, 1970–2015 \| Evoluția demografică în comuna Kristianstad, 1970–2015 \| \| ----------------------------------------------------------------------------------------------------- \| ------------------------------------------------------ \| ------------------------------------------------------ \| ------------------------------------------------------ \| ------------------------------------------------------ \| \| An \| \| \| Locuitori \| \| \| 1970 \| 1970 \| \| 65255 \| 65255 \| \| 1975 \| 1975 \| \| 67499 \| 67499 \| \| 1980 \| 1980 \| \| 68883 \| 68883 \| \| 1985 \| 1985 \| \| 69752 \| 69752 \| \| 1990 \| 1990 \| \| 71750 \| 71750 \| \| 1995 \| 1995 \| \| 73786 \| 73786 \| \| 2000 \| 2000 \| \| 74161 \| 74161 \| \| 2005 \| 2005 \| \| 75915 \| 75915 \| \| 2010 \| 2010 \| \| 79543 \| 79543 \| \| 2015 \| 2015 \| \| 82510 \| 82510 \| \| Sursa: SCB - Statistika Centralbyrån, Folkmängd efter region, civilstånd, ålder och kön. År 1968–2016 \| \| \| \| \| |      |  |           |       |
| Evoluția demografică în comuna Kristianstad, 1970–2015 |      |  |           |       |
| An |      |  | Locuitori |       |
| 1970 | 1970 |  | 65255     | 65255 |
| 1975 | 1975 |  | 67499     | 67499 |
| 1980 | 1980 |  | 68883     | 68883 |
| 1985 | 1985 |  | 69752     | 69752 |
| 1990 | 1990 |  | 71750     | 71750 |
| 1995 | 1995 |  | 73786     | 73786 |
| 2000 | 2000 |  | 74161     | 74161 |
| 2005 | 2005 |  | 75915     | 75915 |
| 2010 | 2010 |  | 79543     | 79543 |
| 2015 | 2015 |  | 82510     | 82510 |
| Sursa: SCB - Statistika Centralbyrån, Folkmängd efter region, civilstånd, ålder och kön. År 1968–2016 |      |  |           |       |